# Ooencyrtus segestes
Ooencyrtus segestes är en stekelart som beskrevs av Trjapitzin 1965. Ooencyrtus segestes ingår i släktet Ooencyrtus och familjen sköldlussteklar. Inga underarter finns listade i Catalogue of Life.